# San Cristóbal Xochimilpa
San Cristóbal Xochimilpa är en ort i Mexiko.   Den ligger i kommunen Zacatlán och delstaten Puebla, i den sydöstra delen av landet, 150 km nordost om huvudstaden Mexico City. San Cristóbal Xochimilpa ligger 1 084 meter över havet och antalet invånare är 1 077.
Terrängen runt San Cristóbal Xochimilpa är huvudsakligen kuperad, men västerut är den bergig. San Cristóbal Xochimilpa ligger nere i en dal. Runt San Cristóbal Xochimilpa är det ganska tätbefolkat, med 160 invånare per kvadratkilometer. Närmaste större samhälle är Huauchinango, 19,4 km nordväst om San Cristóbal Xochimilpa. Omgivningarna runt San Cristóbal Xochimilpa är en mosaik av jordbruksmark och naturlig växtlighet.